# UCI Oceania Tour 2012-2013
El UCI Oceania Tour 2012-2013 fue la novena edición del calendario ciclístico internacional de Oceanía. Se llevó a cabo de enero de 2013 a marzo del mismo año donde se disputaron sólo 4 carreras. Una por etapas, la New Zealand Cycle Classic y el Campeonato Oceánico en modalidades contrarreloj (incluyendo una para corredores sub-23) y en ruta. Las competiciones otorgaron puntos a los primeros clasificados en las etapas y a la clasificación final. En principio, el Jayco Herald Sun Tour integraba el calendario siendo posteriormente eliminado del mismo. Además, a pesar de no estar en el calendario, también puntuaron los campeonatos nacionales con un baremo dependiendo el nivel ciclista de cada país.
El campeón a nivel individual fue el australiano Damien Howson, quien logró sus puntos siendo 2º en el Campeonato Oceánico en Ruta y 1º en el Campeonato Oceánico Contrarreloj sub-23. El Huon Salmon-Genesys Wealth Advisers fue el ganador por equipos y Australia dominó las clasificaciones por países y países sub-23.

## Equipos
Los equipos que pueden participar en las diferentes carreras dependen de la categoría de las mismas. 
| Categoría | Categoría                     | Equipos                                                                                |
| --------- | ----------------------------- | -------------------------------------------------------------------------------------- |
| .2        | 1.2 (Carreras de un día)      | Profesionales Continentales Continentales Selecciones nacionales y regionales Amateurs |
| .2        | 2.2 (Carreras de varios días) | Profesionales Continentales Continentales Selecciones nacionales y regionales Amateurs |

## Calendario
Contará con las siguientes pruebas, tanto por etapas como de un día.

### Enero 2013
| Fecha    | Carrera                   | Cat. | Ganador      | Equipo del ganador                  |
| -------- | ------------------------- | ---- | ------------ | ----------------------------------- |
| 23 al 27 | New Zealand Cycle Classic | 2.2  | Nathan Earle | Huon Salmon-Genesys Wealth Advisers |

### Marzo 2013
| Fecha | Carrera                                 | Cat. | Ganador       | Equipo del ganador |
| ----- | --------------------------------------- | ---- | ------------- | ------------------ |
| 14    | Campeonato Oceánico Contrarreloj sub-23 | CC   | Damien Howson |                    |
| 14    | Campeonato Oceánico Contrarreloj        | CC   | Paul Odlin    | Subway             |
| 17    | Campeonato Oceánico en Ruta             | CC   | Cameron Meyer | Orica-GreenEDGE    |

## Clasificaciones
Debido a las pocas pruebas resultó decisivo en la clasificación el Campeonato Continental en Ruta en el que quedó segundo Damien Howson (70 puntos) -el primero, Cameron Meyer, pertenecía a un equipo UCI ProTeam por lo que no puntuaba para esta competición-. Las clasificaciones finalizaron de la siguiente forma:
- Nota:La clasificación individual y por equipos son las finales. Las clasificaciones por países y países sub-23 aún pueden estar sujeta a cambios, ya que ciclistas que pertenezcan a países de éste circuito, pueden obtener puntos en otros circuitos continentales.

### Individual
| Posición | Ciclista           | Puntos | Detalle de los puntos |
| -------- | ------------------ | ------ | --- |
| 1º       | Damien Howson      | 86     | Ver listaCampeonato de Oceanía en Ruta: 70 Campeonato de Oceanía Contrarreloj Sub-23: 16                                 |
| 2º       | Nathan Earle       | 68     | Ver listaNew Zealand Cycle Classic: 68                                                                                   |
| 3º       | Benjamin Dyball    | 64     | Ver listaNew Zealand Cycle Classic: 30 Campeonato de Oceanía en Ruta: 20 Campeonato de Oceanía Contrarreloj: 14          |
| 4º       | Neil Van Der Ploeg | 54     | Ver listaCampeonato de Oceanía en Ruta: 30 Campeonato de Australia en Ruta: 24                                           |
| 5º       | Jack Anderson      | 44     | Ver listaCampeonato de Oceanía en Ruta: 40 Campeonato de Oceanía Contrarreloj: 4                                         |
| 6º       | Adam Phelan        | 31     | Ver listaCampeonato de Oceanía en Ruta: 25 Campeonato de Oceanía Contrarreloj Sub-23: 6                                  |
| 7º       | William Walker     | 30     | Ver listaNew Zealand Cycle Classic: 18 Campeonato de Australia en Ruta: 12                                               |
| 8º       | Joseph Cooper      | 28     | Ver listaNew Zealand Cycle Classic: 12 Campeonato de Oceanía Contrarreloj: 8 Campeonato de Nueva Zelanda Contrarreloj: 8 |
| 9º       | Paul Odlin         | 25     | Ver listaCampeonato de Oceanía Contrarreloj: 20 Campeonato de Nueva Zelanda Contrarreloj: 25                             |
| 10º      | Michael Torckler   | 25     | Ver listaNew Zealand Cycle Classic: 17 Campeonato de Nueva Zelanda en Ruta: 8                                            |

| 11º | Campbell Flakemore | 16 | Ver listaCampeonato de Oceanía Contrarreloj Sub-23: 11 New Zealand Cycle Classic: 5    |
| 12º | James Oram         | 16 | Ver listaCampeonato de Nueva Zelanda en Ruta: 16                                       |
| 13º | Jason Christie     | 15 | Ver listaNew Zealand Cycle Classic: 8 Campeonato de Oceanía Contrarreloj: 7            |
| 14º | Roman Van Unden    | 15 | Ver listaNew Zealand Cycle Classic: 15                                                 |
| 15º | Jack Haig          | 15 | Ver listaCampeonato de Oceanía en Ruta: 15                                             |
| 17º | Alex Clements      | 10 | Ver listaCampeonato de Oceanía en Ruta: 6 Campeonato de Oceanía Contrarreloj Sub-23: 4 |
| 18º | Shaun McCarthy     | 10 | Ver listaCampeonato de Oceanía en Ruta: 10                                             |
| 19º | Miles Scotson      | 9  | Ver listaCampeonato de Oceanía Contrarreloj Sub-23: 5 Campeonato de Oceanía en Ruta: 4 |
| 20º | Jacob Kauffmann    | 9  | Ver listaCampeonato de Oceanía Contrarreloj: 5 Campeonato de Australia Contrarreloj: 4 |

1. 1 2 3 4 5 6 7  Corredores menores de 23 años.

### Equipos
| Posición | Equipo                              | Puntos | Detalle de los puntos |
| -------- | ----------------------------------- | ------ | --- |
| 1º       | Huon Salmon-Genesys Wealth Advisers | 209    | Ver listaNathan Earle: 68 Benjamin Dyball: 65 Joseph Cooper: 28 Campbell Flakemore: 16 Jack Haig: 15 Alex Clements: 10 Patrick Shaw: 8 |
| 2º       | Budget Forklifts                    | 81     | Ver listaJack Anderson: 44 Shaun Mc Carthy: 10 Jacob Kauffmann: 9 Karl Evans: 9 Samuel Horgan: 6 Michael Kupitt: 3                     |
| 3º       | Drapac                              | 79     | Ver listaAdam Phelan: 31 William Walker: 30 Thomas Palmer: 8 Bernard Sulzberger: 6 Darren Lapthorne: 2 Malcom Rudolph: 2               |
| 4º       | Bissell                             | 30     | Ver listaMichael Torckler: 25 Patrick Bevin: 5                                                                                         |
| 5º       | Bontrager                           | 16     | Ver listaJames Oram: 16 |
| 6º       | OCBC Singapore                      | 15     | Ver listaJason Christie: 15 |
| 7º       | Node4-Giordana Racing               | 15     | Ver listaRoman Van Unden: 15 |
| 8º       | NetApp-Endura                       | 8      | Ver listaZakkari Dempster: 8 |
| 8º       | Champion System                     | 2      | Ver listaClinton Avery: 2 |
| 8º       | Thüringer Energie                   | 2      | Ver listaAlex Frame: 2 |

### Países
| Posición | País          | Puntos | Detalle de los puntos |
| -------- | ------------- | ------ | --- |
| 1º       | Australia     | 1.131  | Ver listaDamien Howson: 259 Nathan Earle: 159 Caleb Ewan: 141 Bernard Sulzberger: 140 Benjamin Dyball: 100 Campbell Flakemore: 79 Adam Phelan: 79 William Walker: 70 Neil Van der Ploeg: 54 Jack Anderson: 50 |
| 2º       | Nueva Zelanda | 425    | Ver listaRico Rogers: 175 Michael Vink: 58 Joseph Cooper: 48 James Oram: 26 Paul Odlin: 25 Michel Torckler: 25 Dion Smith: 20 Thomas Scully: 18 Jason Christie: 15 Roman Van Unden: 15                        |

### Países sub-23
| Posición | País          | Puntos |
| -------- | ------------- | ------ |
| 1        | Australia     | 645    |
| 2        | Nueva Zelanda | 119    |